# Monster (Imagine Dragons)
Monster è un singolo del gruppo musicale statunitense Imagine Dragons, pubblicato il 19 settembre 2013.

## Utilizzo nei media
Il brano è stato composto per la colonna sonora del videogioco per iPhone Infinity Blade III, della Chair Entertainment. Tuttavia è stato utilizzato anche nel film Answers to Nothing e inserito nelle raccolte Iron Man 3: Heroes Fall – Music Inspired by the Motion Picture, dedicata al film del 2013 Iron Man 3, e Frankenweenie Unleashed!: Music Inspired by the Motion Picture, relativa al film del 2012 Frankenweenie. È stato inoltre utilizzato in un promo per Daniel Bryan nel PPV della WWE WrestleMania XXX.

## Tracce
1. Monster – 4:09

## Classifiche
| Classifica (2013)                | Posizione massima |
| -------------------------------- | ----------------- |
| Canada                           | 41                |
| Stati Uniti                      | 78                |
| Stati Uniti (rock & alternative) | 13                |